# روبرت ديفيدسون (مخترع)
روبرت ديفيدسون (بالإنجليزية: Robert Davidson) (18 أبريل 1804 – 16 نوفمبر 1894) كان مخترعًا إسكتلنديًا، يُنسب إليه بناء أول قاطرة كهربائية معروفة في عام 1837. عاش طوال حياته في مدينة أبردين شمال شرق اسكتلندا، حيث عمل ككيميائي وصبّاغ ناجح، إلى جانب انخراطه في مشاريع صناعية وتجارية أخرى.

## التعليم
التحق ديفيدسون بـكلية مارشال في أبردين بين عامي 1819 و1821، حيث درس مقررات السنة الثانية والثالثة، وحضر محاضرات ألقاها البروفيسور باتريك كوبلاند. حصل على تعليمه هذا مقابل عمله كمساعد في المختبرات التعليمية بالكلية.

## الأعمال المبكرة
في عشرينيات القرن التاسع عشر، أسّس ديفيدسون مشروعًا تجاريًا بالقرب من قناة أبردين إنفروري، وبدأ أولاً في توريد الخميرة، ثم تطور نشاطه ليشمل تصنيع وتوزيع المواد الكيميائية المستخدمة في الصناعات المحلية، وخاصة الصباغة.

## اختراعه للقاطرة الكهربائية
في عام 1837، قام ديفيدسون بتصميم وبناء قاطرة كهربائية باستخدام خلايا جلفانية (بطاريات بدائية)، لتكون أول مثال معروف لقاطرة تعمل بالطاقة الكهربائية. في أربعينيات القرن التاسع عشر، قدّم نموذجًا أكبر باسم Galvani، الذي عُرض في إدنبرة ولندن ولاحقًا على خطوط سكك حديدية، لكن المشروع لم يُواصل بسبب ضعف أداء البطاريات وعدم توفر تمويل كافٍ لتطوير التكنولوجيا.

## إرثه
رغم أن ابتكاره لم ينتشر في زمانه، إلا أن ديفيدسون يُعتبر اليوم أحد الروّاد الأوائل في تاريخ النقل الكهربائي. وقد أُعيد إحياء الاهتمام بمساهماته العلمية في القرن العشرين، مع ظهور النقل الكهربائي كبديل للوقود الأحفوري.

## وصلات خارجية
- السيرة الذاتية – Electric Scotland
- مقال صحيفة The Scotsman عن روبرت ديفيدسون